# Silchar
Silchar (bengalí িশলচর Shilchôr, assamès: শিলচৰ Xilsôr, sylheti: িশলচর Hilsôr) és una ciutat d'Assam, capital del districte de Cachar. Està situada al sud d'Assam a la riba del Barak, prop de Bangladesh i la població és de majoria bengalina. Al cens del 2001 la població era de 142.393 habitants i es pensa que el 2009 ja estaria a l'entorn dels 250.000 habitants. La població al segle passat era el 1872 de 4.925 hanitants, el 1881 de 6.567, el 1891 de 7.523 i el 1901 de 9.256. Eren 115.483 habitants el 1991. Disposa d'aeroport a Kumbhirgram, a 22 km. La municipalitat es va formar el 1893.